# Psydrax manensis
Psydrax manensis är en måreväxtart som först beskrevs av André Aubréville och François Pellegrin, och fick sitt nu gällande namn av Diane Mary Bridson. Psydrax manensis ingår i släktet Psydrax och familjen måreväxter. Inga underarter finns listade i Catalogue of Life.